# Przeniesienie ciała św. Marka
Przeniesienie ciała św. Marka lub (Wykradzenie ciała św. Marka) (wł. Trafugamento del corpo di san Marco) – obraz włoskiego malarza Jacopa Tintoretta.
Jeden z trzech obrazów składających się na cykl stworzony dla bractwa świeckiego Szkoła św. Marka (Scuola di San Marco) w Wenecji. Pozostałymi dziełami były Święty Marek ratujący Saracena i Odnalezienie ciała św. Marka. Obrazy były darem Tommasa Rangone, weneckiego lekarza i filozofa, gwardiana Scuoli, który w 1562 roku sam zaproponował bractwu, iż ufunduje dekoracje kapitularza Scuoli San Marco obrazami z życia patrona Wenecji, św. Marka. Prace zostały zlecone Tintorettcie. W 1807 roku zostało zlikwidowane bractwo, a dwa płótna wysłano do Wiednia, a następnie do Gallerii dell’Academia, trzecie Odnalezienie ciała św. Marka w 1811 roku trafiło do Pinakoteki Brera.
Dzieło przedstawia kolejny etap znany z Odnalezienia ciała św. Marka: przeniesienie zwłok. Tutaj również Tintoretto posłużył się perspektywą dla ukazania realizmu i dramaturgii sceny. Postacie zostały ukazane w skrócie, a układ kompozycyjny stwarza wrażenie głębi. Scena przedstawia przeniesienie ciała św. Marka w chwili rozpętania się nawałnicy. Wszyscy mieszkańcy, widoczni w tle, chronią się w domach co wykorzystuje grupa czterech mężczyzn (w tym dwaj weneccy kupcy Buona di Malamocco i Rustica da Torcello), którzy niepowstrzymani wykradli ciało i w ten sposób uratowali przed spaleniem.
W 1815 roku dokonano niezrozumiałych poprawek płótna. Przycięto boki tak, iż z kwadratowego kształtu powstało prostokątne płótno. Na dole i górze doczepiono paski, a drewniany stos widoczny na środku został zamalowane i w jego miejsce namalowano dwa otwarte łuki. Dzięki XVIII wiecznej rycinie Andrei Zucchiego można było odtworzyć starszą wersję i w 1959 roku usunięto naniesione poprawki na płótno. Według niektórych historyków sztuki, przedstawiona architektura miała swoje odniesienia w rzeczywistości. Budynek po lewej stronie przypomina bibliotekę Marcina Jacopa Sansovina, a fasada w głębi odpowiada wieży della Signoria w Padwie.